# Nicéphore Basilakios
Nicéphore Basilakios (grec: Νικηφόρος Βασιλάκης) est un usurpateur byzantin qui tente de s'emparer de l'empire en 1078.
Membre d'une grande famille d'origine arménienne ou paphlagonienne, il participe à la campagne de Romain IV Diogène lors de la bataille de Mantzikert en 1071, en tant que dux (duc) de Théodosiopolis. Le 24 août 1071, deux jours avant l'affrontement principal, il est envoyé porté secours à Nicéphore Bryenne, contraint de se replier face à l'avant-garde turque de l'armée d'Alp Arslan. Néanmoins, alors qu'il s'avance et commence à poursuivre des éléments ennemis en fuite, il tombe en fait dans une embuscade et est constitué prisonnier. Les sources indiquent parfois que c'est lui qui reconnaît l'empereur quand celui-ci est à son tour fait prisonnier deux jours après, avant que tous deux ne soient libérés.
Il est duc de Dyrrachium sous le règne de Michel VII et envisage de se rebeller dès l'été 1077. Il ne passe néanmoins à l'action qu'au printemps 1078, après l'abdication de ce dernier, l'accession au trône de Nicéphore III Botaniatès et l'échec de l'insurrection de Nicéphore Bryenne. Il contrôle la Macédoine occidentale et la ville de Thessalonique dont les habitants se rallient à lui inquiets de la menace normande, alors que Nicéphore Botaniatès possède le soutien des troupes d'Asie mineure. Il reçoit aussi le soutien des Petchenègues. Jean-Claude Cheynet estime que sa prétention au trône est solide, du fait de son expérience militaire et du soutien dont il jouit auprès d'importantes familles de l'aristocratie européenne de l'Empire, comme les Tessarakontapèchys d'Athènes, les Gymnoi de Thessalonique ou les Mésimérioi issus d'Italie.
Alexis Comnène est chargé par Nicéphore III de réprimer la révolte, et réunit une armée qui se porte contre Basilakios au début de l'été 1078. Averti par son fidèle Tatikios de l'attaque imminente de Nicéphore Basilakios, Alexis fait sortir son armée du camp, installé à proximité de Thessalonique, mais laisse brûler les lampes et confie la responsabilité de les garder allumées au moine Joannice. Basilakios se laisse prendre au piège et est encerclé et battu par Alexis. Il parvient à se réfugier dans Thessalonique mais les habitants livrent la ville au vainqueur et Nicéphore est trahi par ses propres hommes. Il est aveuglé sur la route de la capitale, probablement entre Philippes et Kavala où un lieu-dit porte encore le souvenir de son nom.